# 湯旺河 (河川)
湯旺河 (仮名：とうおう か，拼音：Tāngwàng hé) は、黒竜江省を流れる河川。

## 特徴
松花江左岸の支流で、全長492km。同省伊春市湯旺県に位置する烏伊嶺を水源とし、湯旺県、伊春区 (現伊春市伊美区西部)、南岔区 (現同市南岔県)、ジャムス市湯原県など15の地区を経て、湯原県湯原鎮中鳳鳴村で松花江に合流する。

## 歴史
『金史』に現れるのがおそらく歴史上の初見で、巻1に「土溫tǔwén水」、巻10に「屯tún河」として見られる。(英字は普通話拼音。以下同じ。) さらに巻121には「濤溫tāowēn水」という名称もみられる。
『元史』になると「桃溫táowēn水」と「陳chén河」の二種類がみられる。
『明史』には「屯河」と「托溫tūowēn河」の二種類がみられる。永楽3年 (1405) に屯河衛が設置されて以来、「屯河」の名称が定着したようだが、一方で同音の「呑tùn河」という表記もみられる。
清代の史籍には「屯河」と「呑河」とが併用されたが、『吉林通志』には「呑昂tùn'áng」、「阿阿aa」という名称も記載されるなど区々である。
清後期に湯旺河と改称され、現在に至る。

## 観光
- 湯旺河林海奇石景区：湯旺河区 (現湯旺県南部) 内に位置する景勝地。珍しい花崗岩の石林と原生林が特徴。[4]
- 桃温万戸府故城：湯原県内の湯旺河西岸に位置する元代の桃温軍民万戸府の古城址。万戸トゥメンは元代の軍事・行政組織単位、およびその長官。

## 脚註
1. ↑  “山川三 (屯窩集)”. 欽定盛京通志. 27
2. ↑  “山川三 (屯河)”. 欽定盛京通志. 27
3. 1 2 3 4  ③ 湯旺河. “黒竜江省河川地名考”. 駒澤大學北海道教養部論集:  35.
4. ↑  “汤旺河林海奇石景区” (中文). 中国政府网.   黑龙江省人民政府. 2024年4月25日閲覧。

## 文献
- 『駒澤大學北海道教養部論集』2, 藤島 範孝「黒竜江省河川地名考」1987